# Повешік (округ, Айова)
Шаблон:StateAbbr_ 41°41′03″ пн. ш. 92°31′48″ зх. д. / 41.684166666667° пн. ш. 92.53° зх. д.
Округ  Повешік (англ. Poweshiek County) — округ (графство) у штаті  Айова, США. Ідентифікатор округу 19157.

## Історія
Округ утворений 1843 року.

## Демографія
За даними перепису 
2000 року 
загальне населення округу становило 18815 осіб, зокрема міського населення було 9069, а сільського — 9746.
Серед мешканців округу чоловіків було 9040, а жінок — 9775. В окрузі було 7398 домогосподарств, 4880 родин, які мешкали в 8556 будинках.
Середній розмір родини становив 2,88.
Віковий розподіл населення поданий у таблиці:
| Стать    | До 15 років | 15-21 | 22-29 | 30-39 | 40-49 | 50-65 | 65-85 | Понад 85 |
| -------- | ----------- | ----- | ----- | ----- | ----- | ----- | ----- | -------- |
| Чоловіки | 1772        | 1224  | 783   | 1142  | 1364  | 1438  | 1153  | 164      |
| Жінки    | 1686        | 1320  | 783   | 1128  | 1343  | 1515  | 1594  | 406      |

## Суміжні округи
- Тама — північ
- Айова — схід
- Кіокак — південний схід
- Махаска — південь
- Джеспер — захід

## Виноски
1. ↑  U.S. Decennial Census. United States Census Bureau. Процитовано 20 липня 2014.
2. ↑  Historical Census Browser. University of Virginia Library. Архів оригіналу за 11 серпня 2012. Процитовано 20 липня 2014.
3. ↑  Population of Counties by Decennial Census: 1900 to 1990. United States Census Bureau. Процитовано 20 липня 2014.
4. ↑  Census 2000 PHC-T-4. Ranking Tables for Counties: 1990 and 2000 (PDF). United States Census Bureau. Процитовано 20 липня 2014.
5. ↑  State & County QuickFacts. United States Census Bureau. Архів оригіналу за 7 червня 2011. Процитовано 20 липня 2014.(англ.) Наведено за англійською вікіпедією.
6. ↑  American FactFinder. Бюро перепису населення США. Архів оригіналу за 26 лютого 2012. Процитовано 31 січня 2008.

| США | Це незавершена стаття з географії США. Ви можете допомогти проєкту, виправивши або дописавши її. |